# Geoffrey le Baker
Geoffrey le Baker of Geoffrey the Baker (? - ca. 1360), ook wel Walter van Swinbroke (Walter of Swinbroke) genoemd, was een Engelse kroniekschrijver. Hij was waarschijnlijk een seculiere klerk te Swinbrook in Oxfordshire.
Hij schreef een Chronicon Angliae temporibus Edwardi II et Edwardi III, die de geschiedenis van Engeland van 1303 tot 1356 behandelt. Vanaf het begin tot ongeveer 1324 is dit werk gebaseerd op Adam Murimuths Continuatio Chronicarum, maar na deze datum wordt het waardevol en interessant, met informatie die nergens anders wordt aangetroffen, en afsluitend met een goed verslag van de slag bij Poitiers. De auteur kreeg zijn informatie over de laatste dagen van Eduard II van Engeland van William Bisschop, een metgezel van de moordenaars van de koning, Thomas Gurney en John Maltravers.
Geoffrey schreef ook een Chroniculum vanaf de schepping van de wereld tot 1336, waarvan de waarde zeer gering is.
Enige twijfel bestaat met betrekking tot Geoffrey's bijdrage aan de samenstelling van de Vita et Mors Edwardi II, meestal toegeschreven aan Sir Thomas de la More, of Moor, en door William Camden afgedrukt in zijn Anglica scripta. Er werd door Camden en anderen beweerd dat More een verslag van de regering van Edward in het Frans schreef, en dat dit door Geoffrey in het Latijn werd vertaald en door hem werd gebruikt bij het opstellen van zijn Chronicon. Onderzoek wijst er echter op dat More geen schrijver was, en dat de Vita et Mors een uittreksel uit Geoffrey's Chronicon is, en werd toegeschreven aan More, die de patroon van de auteur was. In het algemeen onderschrijft deze conclusie het oordeel van William Stubbs, die de Vita et Mors publiceerde in zijn Chronicles of the reigns of Edward I and Edward II (Londen, 1883).
De manuscripten van Geoffrey's werken bevinden zich in de Bodleian Library in Oxford.

## Editie
- E.M. Thompson (ed. annot.), Chronicon Galfridi le Baker de Swynebroke, Oxford, 1889.

## Noot
1. ↑  E.M. Thompson (ed. annot.), Chronicon Galfridi le Baker de Swynebroke, Oxford, 1889, pp. vi-x.

- Bibliothèque nationale de France: cb167590174 (data)
- Gemeinsame Normdatei: 119097907
- International Standard Name Identifier: 0000 0003 7503 9658
- Library of Congress Control Number: no2012134198
- Nationale Bibliotheek van Israël: 987012537075405171
- Nederlandse Thesaurus van Auteursnamen: 078255945
- Système universitaire de documentation: 130362328
- Virtual International Authority File: 277344455

## Referentie
- art. Geoffrey the Baker, in Encyclopædia Britannica XI (1911), p. 617.